# توم باري (ممثل)
توم باري (بالإنجليزية: Tom Barry)‏ (و. 1885 – 1931 م) هو ممثل، وكاتب سيناريو، وممثل أفلام أمريكي، ولد في كانزاس سيتي، ميزوري، توفي في لوس أنجلوس، عن عمر يناهز 46 عاماً.

## وصلات خارجية
- توم باري على موقع IMDb (الإنجليزية)
- توم باري على موقع أول موفي (الإنجليزية)
- توم باري على موقع قاعدة بيانات الفيلم (الإنجليزية)